# 安德肋·阿爾博雷柳斯
安德肋·阿爾博雷柳斯（瑞典語：Anders Arborelius；1949年9月24日—），是瑞典籍天主教樞機及赤足加爾默羅會士及斯德哥爾摩教區主教。

## 生平
阿爾博雷柳斯於1949年9月24日在瑞士南部提契諾州的城鎮索雷尼奧出生，父母均是瑞典籍。他於瑞典南部斯科訥省城市隆德長大，在20歲改宗天主教，並加入加爾默羅會。他曾在比利時布魯日和意大利羅馬學習。後於1979年9月8日晉鐸。
阿爾博雷柳斯於1998年11月17日獲教宗若望保祿二世任命為斯德哥爾摩教區主教。同年12月29日晉牧，正式就任教區主教及出任斯堪的納維亞主教團主席。他就任後，成為自宗教改革以來第一位瑞典籍和第二位斯堪的納維亞地區的主教。
2017年5月21日，教宗方濟各在聖伯多祿廣場的主日公開接見後公佈將於同年6月28日擢升阿爾博雷柳斯為樞機。

## 牧徽

安德肋·阿爾博雷柳斯主教牧徽